# Һ̡
Һ̡, һ̡는 이전에 카바르다어의 일부 알파벳과 체첸어의 1908년 알파벳에 사용되었던 키릴 문자의 문자이다.

## 쓰임새

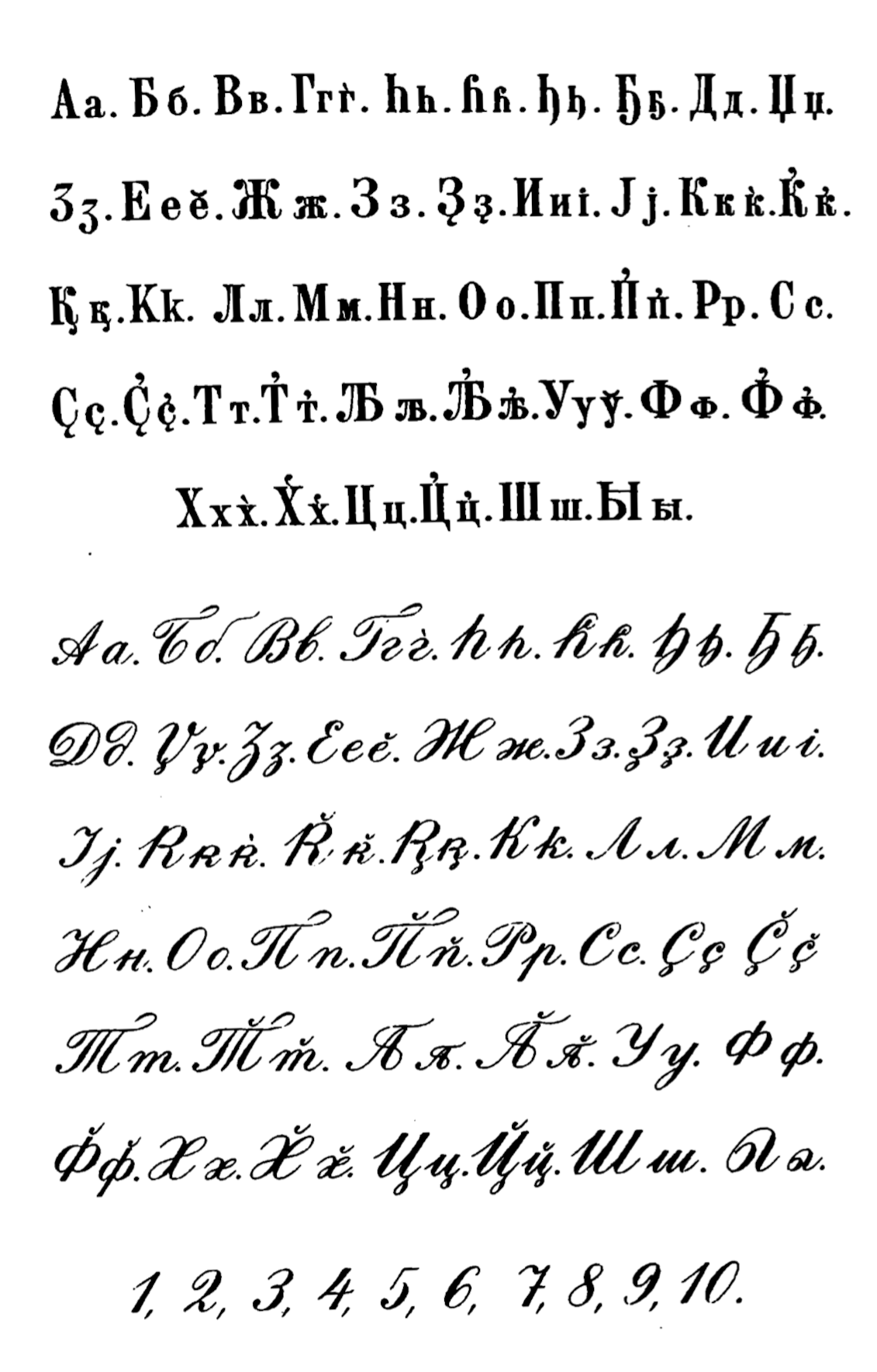
Һ̡가 포함된 카바르다어 알파벳(Tambiev, 1906).

Һ̡, һ̡는 1865년 Kazi Atujakin의 카바르다어 알파벳, 1890년 Lev Lopatinsky 알파벳, 1906년 Pago Tambiev 알파벳에서 사용되었다.

## 유니코드
이 문자는 아직 유니코드에 추가되지 않았다.